# Villoldo
Villoldo è un comune spagnolo di 470 abitanti situato nella comunità autonoma di Castiglia e León.